# مركز أبحاث المحاذاة
مركز أبحاث المحاذاة ( ARC ) هو معهد أبحاث غير ربحي يقع في بيركلي، كاليفورنيا، مخصص لمواءمة الذكاء الاصطناعي المتقدم مع الأولويات والقيم الإنسانية. تم تأسيس مركز الأبحاث بواسطة الباحث السابق في شركة OpenAI بول كريستيانو، وتركز أبحاث المركز على التعرف على وفهم القدرات الضارة المحتملة لنماذج الذكاء الاصطناعي الحالية.

## تفاصيل
تتمثل مهمة المركز في ضمان تصميم وتطوير أنظمة التعلم الآلي القوية في المستقبل بشكل آمن ولصالح البشرية. تأسس المركز في أبريل 2021 على يد بول كريستيانو وباحثين آخرين ركزوا على التحديات النظرية لمواءمة الذكاء الاصطناعي. يحاول الباحثون في هذا المركز على التركيز على تطوير أساليب قابلة للتطوير لتدريب أنظمة الذكاء الاصطناعي على التصرف بصدق ومساعدة. إن الجزء الرئيسي من منهجيتهم هو النظر في كيفية انهيار تقنيات المحاذاة المقترحة أو التحايل عليها مع تقدم الأنظمة. توسع المركز من العمل النظري إلى البحث التجريبي والتعاون الصناعي والسياسات.
في مارس 2022، تلقى مركز أبحاث المحاذاة مبلغ 265000 دولار أمريكي من أوبن فيلانتروبي. بعد إفلاس أف تي أكس ، قال المركز إنه ستعيد منحة قدرها 1.25 مليون دولار من مؤسسة أف تي أكس التابعة لممول العملات المشفرة المخلوع سام بانكمان فريد، مشيرة إلى أن الأموال "تنتمي أخلاقياً (إن لم تكن قانونية) إلى عملاء أف تي أكس أو دائنيها".

## روابط خارجية
- الموقع الرسمي